# Braiilkî, Reșetîlivka
Braiilkî (în ucraineană Браїлки) este un sat în comuna Ploske din raionul Reșetîlivka, regiunea Poltava, Ucraina.

## Demografie
Componența lingvistică a localității Braiilkî
     Ucraineană (100%)
Conform recensământului din 2001, toată populația localității Braiilkî era vorbitoare de ucraineană (100%).